# Cantone di Vonnas
Il Cantone di Vonnas è una divisione amministrativa dell'arrondissement di Bourg-en-Bresse, creato nel 2015.

## Composizione
Comprende i seguenti 19 comuni:
- Bey
- Biziat
- Chanoz-Châtenay
- Chaveyriat
- Cormoranche-sur-Saône
- Crottet
- Cruzilles-lès-Mépillat
- Grièges
- Laiz
- Mézériat
- Perrex
- Pont-de-Veyle
- Saint-André-d'Huiriat
- Saint-Cyr-sur-Menthon
- Saint-Genis-sur-Menthon
- Saint-Jean-sur-Veyle
- Saint-Julien-sur-Veyle
- Saint-Laurent-sur-Saône
- Vonnas